# NGC 6549
NGC 6549 (również NGC 6550, PGC 61399 lub UGC 11114) – galaktyka spiralna (Sbc), znajdująca się w gwiazdozbiorze Herkulesa.
Odkrył ją Albert Marth 27 lipca 1864 roku. 19 lipca 1882 roku obserwował ją Édouard Jean-Marie Stephan. Ponieważ pozycje obiektu podane przez obu astronomów nieco się różniły, John Dreyer w swoim New General Catalogue skatalogował obie te obserwacje jako NGC 6549 i NGC 6550. Część źródeł (np. baza SIMBAD) jako NGC 6550 błędnie identyfikuje sąsiednią galaktykę NGC 6548, zaś NASA/IPAC Extragalactic Database (NED) również błędnie podaje, że NGC 6549 to NGC 6548.